# Exèrcit Nacional Revolucionari

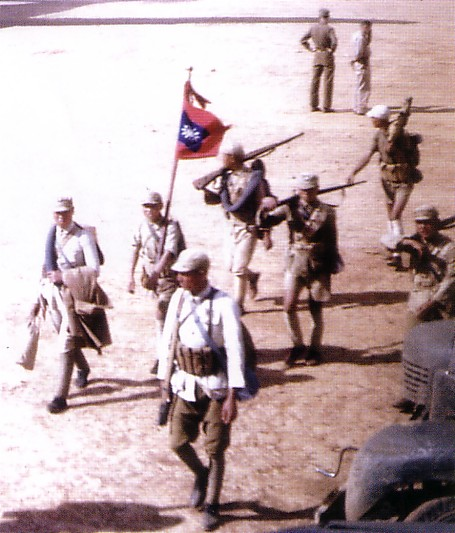
L'ENR durant la Segona Guerra Mundial.

L'Exèrcit Nacional Revolucionari (en xinès: 國民革命軍; en pinyin: Guómín Gémìng Jūn) va ser l'exèrcit nacional de la República de la Xina. Va ser el braç militar del Guomindang (KMT, o Partit Nacionalista Xinès) del 1925 al 1947 a la Xina. També es va convertir en l'exèrcit regular de l'època republicana durant el període de govern del partit del KMT que va començar el 1928. Amb la Constitució de 1947 va ser rebatejat com a Forces Armades de la República de la Xina que va instituir el control civil de l'exèrcit.
Estava controlat en gran part pel Kuomintang (KMT), de tal manera que els límits entre el KMT i l'Exèrcit Nacional Revolucionari podien arribar a ser bastant difusos.
L'Exèrcit Nacional Revolucionari estava estretament relacionat amb l'Acadèmia Militar Whampoa, també establerta pel KMT. Un gran nombre d'oficials de l'Exèrcit van passar per Whampoa i el primer comandant, Chiang Kai-shek, va arribar a Comandant en Cap de l'Exèrcit en 1925 abans de portar a terme amb èxit l'Expedició al Nord. A més de Chiang Kai-shek, altres importants comandaments de l'Exèrcit Nacional Revolucionari van ser Du Yuming i Cheng Cheng.
Durant algun temps, durant la Segona Guerra Sinojaponesa, forces comunistes van lluitar com a part nominal de l'Exèrcit Nacional Revolucionari, formant l'Exèrcit de la Vuitena Ruta i el Nou Quart Exèrcit, però aquesta cooperació més tard va fracassar. En la Guerra Civil Xinesa, l'Exèrcit Nacional Revolucionari va patir problemes de deserció doncs molts efectius es van passar a lluitar amb els comunistes. La constitució de la República de la Xina de 1947 va fer que l'Exèrcit Nacional Revolucionari canviarà el seu nom pel d'Exèrcit de la República de la Xina.